# William Grebe
William Grebe (n. 1870, Chicago, Illinois, SUA – d. 1907, Chicago, Illinois, SUA) a fost un scrimer american, medaliat olimpic. A participat la o ediție a Jocurilor Olimpice (1904) în care a câștigat o medalie de argint.

## Participări
Lista de mai jos prezintă principalele competiții la care a participat William Grebe de-a lungul carierei.
- fencing at the 1904 Summer Olympics – men's sabre[*]